# سرجیو سوسا
سرجیو سوسا (انگلیسی: Sergio Sosa؛ زادهٔ ۱۵ مارس ۱۹۹۴) بازیکن فوتبال اهل آرژانتین است.